# Caproni Ca.310
Капроні Ca.310 «Лібеччо» (Південно-західний вітер, італ. Caproni Ca.310 «Libeccio») — італійський двомоторний розвідник і легкий бомбардувальник розробки компанії Caproni. Здебільшого використовувався як розвідник під час громадянської війни в Іспанії і початкових стадій Другої світової. Через поганий захист і середні льотні характеристики в ролі бомбардувальника і штурмовика майже не використовувався.

## Історія створення
Розроблявся в компанії Caproni під керівництвом інженера Чезаре Паллавічіно на базі Caproni Ca.309. Новий літак був двомоторним низькопланом змішаної конструкції (дерев'яні крила і металевий фюзеляж) з висувним шасі. Перший прототип з двигунами Piaggio P.VII піднявся в повітря 9 квітня 1937 року. Літом почалось серійне виробництво і загальний об'єм випуску склав 312 літаків.

## Основні модифікації
- Ca.310 — оснащувався двигунами Piaggio P.VII С16 потужністю 450 к.с. Озброєння: два 7,7 мм курсові кулемети і 7,7 мм кулемет в верхній турелі. Маса бомбового навантаження — 400 кг. Екіпаж — 3-4 осіб. Для Regia Aeronautica було випущено 186 літаків, ще 36 продано Угорщині (33 з яких вона повернула в обмін на Caproni Ca.135), 16 продано Перу, 4 — Норвегії, і ще 12 Югославії.
- Ca.310bis — оснащувався двигунами Piaggio P.VII С35 потужністю 470 к.с, також збільшено засклення кабіни для кращого огляду. 13 літаків було виготовлено на експорт для Югославії.
- Ca.312 — подальша модифікація Ca.310. Оснащувався двигунами Piaggio P.XVI RC35 потужністю 700 к.с. Виготовлявся на експорт для Бельгії (під позначенням Ca.312bis) і для Норвегії, але всі виготовлені літаки були присвоєні Regia Aeronautica. (39 екз.)

## Тактико-технічні характеристики

|                           |                           | Ca.310                | Ca.312                 |
| ------------------------- | ------------------------- | --------------------- | ---------------------- |
| Довжина                   | Довжина                   | 15,45 м               | 15,45 м                |
| Висота                    | Висота                    | 3,52 м                | 3,2 м                  |
| Розмах крил               | Розмах крил               | 16,2 м                | 16,2 м                 |
| Площа крил                | Площа крил                | 38,7 м²               | 38,7 м²                |
| Маса                      | пустого                   | 3150 кг               | 3400 кг                |
| Маса                      | спорядженого              | 4750 кг               | 5000 кг                |
| Двигуни                   | Двигуни                   | 2 × Piaggio P.VII С35 | 2 × Piaggio P.XVI RC35 |
| Потужність                | Потужність                | 2 × 470 к. с.         | 2 × 700 к. с.          |
| Максимальна швидкість     | Максимальна швидкість     | 360 км/год            | 430 км/год             |
| Дальність польоту         | Дальність польоту         | 1025 км               | 1000 км                |
| Практична стеля           | Практична стеля           | 7400 м                | 7800 м                 |
| Час набору висоти 4000 м. | Час набору висоти 4000 м. | 12 хв. 30 с.          |                        |

## Історія використання

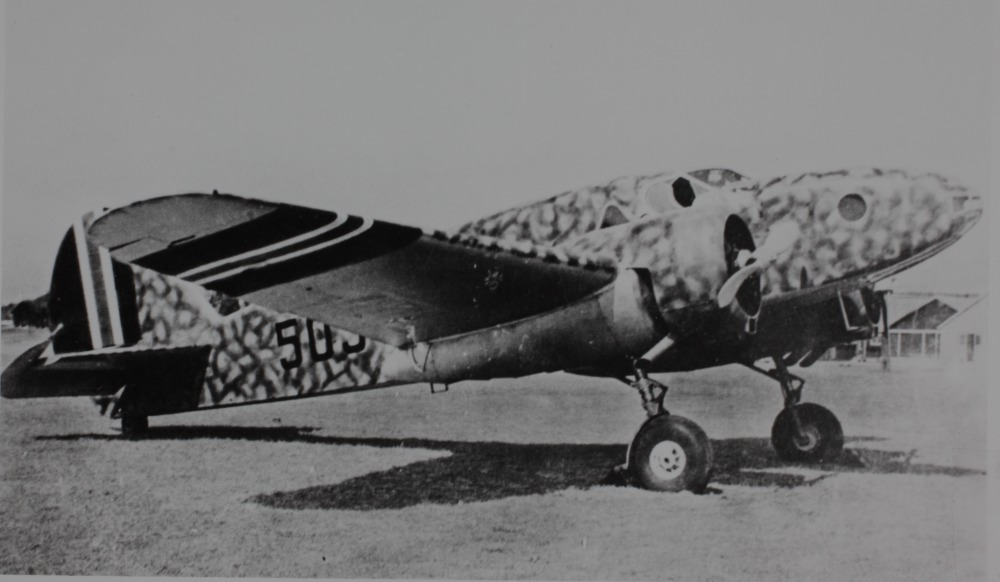
Один з норвезьких Ca.310

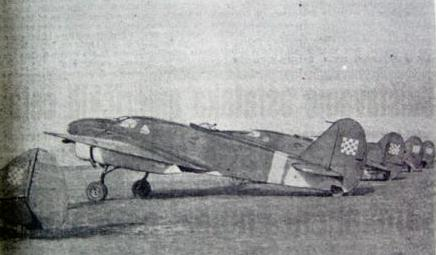
Хорватські Ca.310

Перші бойові розвідувальні задачі Ca.310 виконав в Іспанії, туди в 1938 році було відправлено 12 таких літаків, але до бомбардувальних місій він не залучався. В Італії Ca.310 були розподілені в розвідувальні загони, а також в бомбардувальні, але в якості навчальних. В 1939 ними також було озброєно 4 стормо безпосередньої підтримки військ.
На момент вступу Італії в Другу світову Ca.310 вже не розглядався, як бойовий, але через нестачу інших літаків використовувався. 50-ий стормо в Лівії мав 7 Ca.310 в складі 12-ї групи, які діяли мали здійснювати штурмові атаки на британські війська. Але літак був явно не пристосований для цього, і 13 червня в двох бойових вильотах було втрачено всі сім Ca.310. З Італії було перекинуто колишні угорські Ca.310, які теж ввійшли в 50-ий стормо і навіть використовувались як бомбардувальники, але тільки до серпня. В подальшому вони здійснювали виключно розвідувальні і транспортні місії.
Перуанські Ca.310 використовувались як бомбардувальники в війні з Еквадором.
Більшість югославських Ca.310 було знищено під час німецького наступу, а вцілілі 6-7 літаків передано Хорватії, яка використовувала їх в боротьбі з партизанами.